# Церковь Сердца Иисуса в Варошмайоре
Церковь Сердца Иисуса в Варошмайоре — это католический храм в Венгрии.

## Расположение
Храм расположен в Будапештском парке культуры и отдыха «Варошмайор» (Венгрия).

## Архитектура
Построенная церковь является вершиной венгерской церковной архитектуры между двумя войнами. Она считается первым примером совместного применения железобетонной конструкции и больших застеклённых поверхностей. Она представляет собой большой закрытый объем. В ее облике объема определяющей считается игра горизонтальных и вертикальных столбов с крупными фигурными застеклёнными окнами. Из узкого бокового нефа хорошо виден алтарь. Окна, расположенные между боковыми часовнями, обеспечивают безупречное освещение.

## Убранство
Крупная оконная стена святилища выполняет также функцию главного алтаря. Алтарь — работа Лили Стело Аркаи. Работы современных художников дополняют архитектуру. Входит в список охраняемых памятников.